# Бізнес-довідник

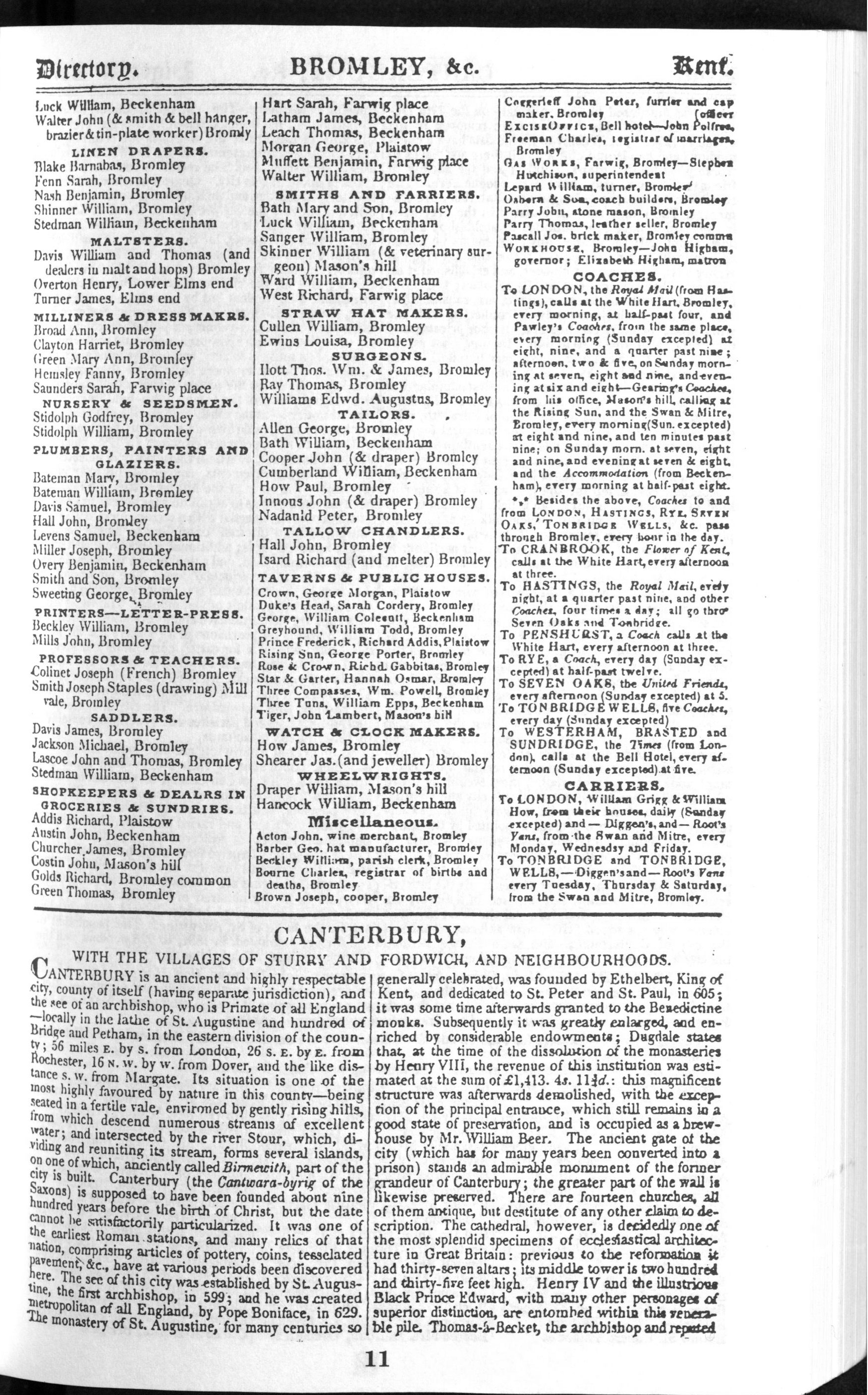
Приклад сторінки з довідника підприємств Пігота 1839 року в графстві Кент, Суррей та Сассекс в Англії.

Бізнес-довідник — це вебсайт або друкований список інформації, в якому перераховані компанії в рамках нішевих категорій. Підприємства можна класифікувати за нішею, місцем розташування, видом діяльності або розміром. Бізнес-довідник може бути складений вручну або за допомогою автоматизованого програмного забезпечення для пошуку в Інтернеті. Онлайн- жовті сторінки є різновидом бізнес-довідника, як і традиційна телефонна книга.
Інформація, що міститься в бізнес-довіднику, може бути різною. Вони можуть містити назву компанії, адреси, номери телефонів, місцезнаходження, контактну інформацію, тип послуг або продуктів, які надає підприємство, кількість працівників, регіон обслуговування та будь-які професійні асоціації.
Деякі довідники містять розділ для відгуків користувачів, коментарів та зворотного зв'язку. У минулому бізнес-довідники мали друкований формат, але нещодавно завдяки появі Інтернету їх було оновлено до веб-сайтів.
Багато бізнес-довідників пропонують безкоштовні списки на додаток до преміум-опцій. Існує багато бізнес-довідників, і деякі з них перемістились в Інтернет і відмовилися від друкованого формату. Хоча бізнес-довідники не є пошуковими системами, вони часто мають функцію пошуку, що дозволяє користувачам шукати компанії за поштовим індексом, країною, штатом, областю чи містом.

## Історія
Попередні бізнес-довідники могли називатися «словниками», путівниками або посібниками.
Історики пов'язують розвиток торгових довідників, таких як торговий довідник Келлі, залізничні розклади та довідники Бредшоу та довідники преси Мітчелла, зі зростанням «раціонального наукового дослідження» і статистики в дев'ятнадцятому столітті.

## Формати
Бізнес-довідники можуть бути як у друкованому, так і в цифровому форматі. Зручність використання та розповсюдження означає, що багато торгових довідників мають цифрову версію.